# Enes Sağlık
Enes Sağlık, né le 8 juillet 1991 à Verviers en Belgique, est un footballeur belgo-turc, qui évolue au poste de milieu de terrain à Visé, en Nationale 1, en Belgique.

## Biographie

### Carrière de joueur

#### KAS Eupen
Ayant terminé sa formation au club germanophone, il y devient un titulaire indiscutable.

#### KSC Lokeren
Le 22 juin 2012, Enes Saglik signe un contrat portant sur 4 saisons au KSC Lokeren.